# Richard Vernon
Richard Evelyn Vernon (Naivasha, 7 marzo 1925 – Richmond upon Thames, 4 dicembre 1997) è stato un attore britannico.

## Filmografia parziale

### Cinema
- Stop Press Girl, regia di Michael Barry (1949)
- Indiscreto (Indiscreet), regia di Stanley Donen (1958)
- Gli evasi di Fort Denison (The Siege of Pinchgut), regia di Harry Watt (1959)
- Zaffiro nero (Sapphire), regia di Basil Dearden (1960)
- Il villaggio dei dannati (Village of the Damned), regia di Wolf Rilla (1960)
- Il servo (The Servant), regia di Joseph Losey (1963)
- Troppo caldo per giugno (Hot Enough for June), regia di Ralph Thomas (1964)
- Tutti per uno (A Hard Day's Night), regia di Richard Lester (1964)
- Agente 007 - Missione Goldfinger (Goldfinger), regia di Guy Hamilton (1964)
- Il poliziotto 202 (Allez France!), regia di Robert Dhéry (1964)
- La tomba di Ligeia (The Tomb of Ligeia), regia di Roger Corman (1964)
- Una Rolls-Royce gialla (The Yellow Rolls-Royce), regia di Anthony Asquith (1964)
- Song of Norway, regia di Andrew L. Stone (1970)
- I satanici riti di Dracula (The Satanic Rites of Dracula), regia di Alan Gibson (1973)
- La Pantera Rosa sfida l'ispettore Clouseau (The Pink Panther Strikes Again), regia di Blake Edwards (1976)
- Il fattore umano (The Human Factor), regia di Otto Preminger (1979)
- Delitto sotto il sole (Evil Under The Sun), regia di Guy Hamilton (1982)
- Gandhi, regia di Richard Attenborough (1982)
- Lady Jane, regia di Trevor Nunn (1986)
- Un mese in campagna (A Month in the Country), regia di Pat O'Connor (1987)
- Loch Ness, regia di John Henderson (1996)

### Televisione
- ITV Play of the Week – serie TV, 9 episodi (1957-1966)
- Dixon of Dock Green – serie TV, 2 episodi (1960-1962)
- I gialli di Edgar Wallace (The Edgar Wallace Mystery Theatre) – serie TV, 3 episodi (1962)
- Maigret – serie TV, un episodio (1962)
- Agente speciale (The Avengers) – serie TV, un episodio (1962)
- Z Cars – serie TV, un episodio (1962)
- Il Santo (The Saint) – serie TV, un episodio (1963)
- Dipartimento S (Department S) – serie TV, un episodio (1969)
- UFO – serie TV, un episodio (1971)
- Paul Temple – serie TV, un episodio (1971)
- Il genio criminale di Mr. Reeder (The Mind of Mr. J.G. Reeder) – serie TV, un episodio (1971)
- Attenti a quei due (The Persuaders!) – serie TV, un episodio (1971)
- The Guardians – serie TV, un episodio (1971)
- L'avventuriero (The Adventurer) – serie TV, un episodio (1972)
- Doppia sentenza (Softly Softly: Task Force) – serie TV, un episodio (1972)
- Special Branch – serie TV, un episodio (1973)
- Su e giù per le scale (Upstairs, Downstairs) – serie TV, 2 episodi (1973)
- Justice – serie TV, un episodio (1974)
- Thriller – serie TV, un episodio (1974)
- Edoardo VII principe di Galles (Edward the Seventh) – serie TV, 3 episodi (1975)
- La duchessa di Duke Street (The Duchess of Duke Street) – serie TV, 18 episodi (1976-1977)
- Yes Minister – serie TV, 3 episodi (1980-1987)
- Paradise Postponed – serie TV, 9 episodi (1986)
- Casualty – serie TV, un episodio (1988)
- Storyteller (The Storyteller) – serie TV, un episodio (1988)
- Le avventure di Bailey (Rumpole of the Bailey) – serie TV, un episodio (1992)
- Il piccolo popolo dei Graffignoli (The Return of the Borrowers) – serie TV, 3 episodi (1993)
- Lovejoy – serie TV, un episodio (1994)

## Doppiatori italiani
Nelle versioni in italiano delle opere in cui ha recitato, Richard Vernon è stato doppiato da:
- Renato Turi ne Il servo
- Giulio Panicali in Agente 007 - Missione Goldfinger
- Nino Pavese in La tomba di Ligeia
- Sergio Fiorentini in Attenti a quei due
- Michele Malaspina ne I satanici riti di Dracula
- Bruno Persa in La Pantera Rosa sfida l'ispettore Clouseau
- Bruno Alessandro in La duchessa di Duke Street
- Mario Lombardini in Delitto sotto il sole
- Mario Mastria in Gandhi
- Rino Bolognesi in Un mese in campagna
- Mario Milita ne Il piccolo popolo dei Graffignoli